# Målstyring
Målstyring er en betegnelse for en ledelsesdisciplin, der beskæftiger sig med styring af organisationer efter mål. I moderne, videntunge virksomheder og organisationer med stor grad af decentralisering kan styring ikke alene ske på baggrund af historiske økonomiske data. Målstyring, eller mål-ledelse, handler om at styre og lede en virksomhed på basis af mål. Der tages udgangspunkt i mål, som fastsættes for virksomheden som helhed. Der skal herefter foretages en kobling fra de strategiske mål på øverste niveau til underliggende mål for de enkelte afdelinger. Dette betegnes som nedbrydning, der også kan udmøntes i individuelle mål, som der kan følges op på løbende gennem evaluering. Ved at gøre dette sikrer organisationen sig, at den enkelte medarbejder arbejder på at opfylde mål som er relevante for hele organisationen.

## Målstyring i praksis
Når målene skal defineres, tales der ofte om at de skal være SMARTe. Denne forkortelse kommer fra den engelske betegnelse : Specific (Specifik), Measurable (Målbare), Achievable (Opnåelige), Relevant (Relevante) og Time-bound (Tidsbestemte). Den danske forkortelse SMORT har naturligt nok ikke den samme klang som SMART og derfor anvendes den engelske forkortelse ofte i dansk sammenhæng.
Forkortelsen SMART blev første gang benyttet af George T. Doran i et debatindlæg i "Management Review", Volume 70, Issue 11, November 1981, hvor han adresserede vanskeligheden ved at skabe mål. Som hjælp til at formulere gode mål foreslog han brugen af forkortelsen SMART, der både er nem at huske da det består af forbogstaverne i de nødvendige krav som mål skal opfylde og samtidigt er et ordspil med det at være smart..
Betydning af målfastsættelse blev første gang adresseret af den senere management "guru" Peter Drucker i bogen "The Practice of Management" (1954) i temaet "Management by objectives", eller "Ledelse efter mål" eller "Målstyring".
Senere har målstyring fundet bred accept i mange virksomheder og med udviklingen indenfor informationsteknologi (IT) findes der efterhånden IT systemer til at understøtte udviklingen af målstyring, da dette kan være kompliceret i store, geografisk spredte organisationer. Ofte er der tale om kommercielle udbydere men mange virksomheder holder styr på det via uformelle metoder og papirbaserede metoder, men er i stigende grad begyndt at anvende ERP systemer og andre til at effektivisere processerne.[kilde mangler]
Når man definerer mål arbejder man ofte ud fra forskellige kategorier af mål. Det kan f.eks. være salgsrelaterede, procesorienterede og interne mål. Dette hænger sammen med termen balanced scorecard.

### Komponenter
- Definition af mål og prioriteter på tværs af organisationen
- Deling af mål (op, ned og på tværs af organisationen)
- Opfølgning og behandling af målopfyldelse
- Præsentation og rapportering af data

### Systemer
Der findes systemer til at hjælpe med at holde styr på målstyring. Ofte er der tale om kommercielle udbydere men mange virksomheder holder styr på det via uformelle metoder og papirbaserede metoder og regneark.

## Målstyring i den offentlige sektor
Målstyring har i Danmark været anvendt som instrument i den offentlige sektor siden 1990'erne. I forbindelse med reformerne af læreruddannelsen og folkeskolen blev princippet om  læringsmålstyret undervisning et af de grundlæggende elementer for undervisningen. En rapport, publiceret af KORA medio april 2016 fremførte en kritik af den offentlige målstyring, der blandt andet blev betegnet som "tiltag, der går ud over de svageste grupper i samfundet".
 Kommuners og Regioners Analyse og Forskningsinstitut imødegås bl.a. af professor Lars Qvortrup. 